# Une si belle famille
Pour les articles homonymes, voir Belle famille.
Pour plus de détails, voir Fiche technique et Distribution.
Une si belle famille (It Runs in the Family) est un film américain réalisé par Fred Schepisi, sorti en 2003, réunissant une grande partie de la famille Douglas : Kirk Douglas, Michael Douglas, Cameron Douglas et Diana Dill Douglas.

## Synopsis
Les Gromberg forment une famille à qui tout réussit, sauf lorsqu'il s'agit de communiquer entre eux. Neuf enfants, chacun dans une voie différente, vivent séparés les uns des autres mais trouvent quelques moments pour partager rires et larmes en se rappelant qu'ils sont du même sang.
Mitchell Gromberg, le patriarche, a bien du mal à accepter sa fin prochaine. Alex, son fils, a passé sa vie à tenter de ne pas répéter les erreurs de son père, tandis qu'Asher, son fils aîné, un collégien rebelle, essaie de survivre en expérimentant l'amour, le sexe et le rock'n'roll...

## Fiche technique
- Titre : Une si belle famille
- Titre original : It Runs in the Family
- Réalisation : Fred Schepisi
- Scénario : Jesse Wigutow
- Musique : Paul Grabowsky
- Photographie : Ian Baker
- Montage : Kate Williams
- Production : Michael Douglas
- Société de production : Buena Vista International, Family Films, Furthur Films, GreenStreet Productions et Metro-Goldwyn-Mayer
- Société de distribution : Metro-Goldwyn-Mayer (États-Unis)
- Pays :  États-Unis
- Genre : Comédie dramatique
- Durée : 109 minutes
- Dates de sortie : 
  -  États-Unis : 25 avril 2003

## Distribution
- Michael Douglas (VF : Patrick Floersheim[1] ; VQ : Marc Bellier) : Alex Gromberg
- Kirk Douglas (VQ : Hubert Fielden) : Mitchell Gromberg
- Rory Culkin : Eli Gromberg
- Cameron Douglas (VQ : Jean-François Beaupré) : Asher Gromberg
- Diana Douglas (VQ : Élizabeth Chouvalidzé) : Evelyn Gromberg
- Michelle Monaghan : Peg Maloney
- Geoffrey Arend : Malik
- Sarita Choudhury : Suzie
- Irene Gorovaia : Abby Staley
- Annie Golden (VQ : Johanne Garneau) : Deb
- Mark Hammer (VQ : Vincent Davy) : Stephen Gromberg
- Audra McDonald : Sarah Langley
- Josh Pais (VQ : François Sasseville) : Barney
- Bernadette Peters (VQ : Claudine Chatel) : Rebecca Gromberg
- Keith Nobbs : Stein

## Autour du film
- C'est la première fois que Kirk et Michael Douglas se retrouvent ensemble dans un film.
- Diana et Kirk ont été mariés, et ils sont les parents de Michael.
- Michael est le père de Cameron.
- Le film est sorti directement en DVD le 27 octobre 2004 en France[2].